# Stampe SV-4b
Le Stampe SV-4b est un biplan d'entraînement biplace dérivé du Stampe SV-4.

## Historique
Dérivé du SV-4 de 1933, le SV-4b, conçu par le pilote et industriel belge Jean Stampe, sort des usines Stampe & Vertongen de Deurne près d'Anvers en juillet 1937. Il se différencie par l'adoption d'ailes symétriques à flèche positive équipées chacune de volets et par un moteur Gipsy Major I inversé de 130 ch. Déclaré vainqueur du concours pour les avions d'écolage de l'Armée de l'air belge en 1937, il est commandé à raison de 30 exemplaires. Présenté en France en 1939, il y fait sensation et un contrat de fabrication sous licence de 700 appareils est accordé aux usines Farman. Mais la Seconde Guerre mondiale est déclarée alors que seulement 20 appareils étaient assemblés à Deurne et 11 autres étaient en cours de montage sur les lignes de production de Farman à Turenne. 
À la libération, ce contrat de licence est repris par la SNCAN. En 1946, Jean Stampe et l’ingénieur Alfred Renard, qui avaient déjà travaillé ensemble dans les années trente, fondent à Evere la société Stampe & Renard qui fabriquera les 65 SV-4b de la Force aérienne belge. Au total, 95 SV-4b sont construits en Belgique. La société SNCAN quant à elle, fabriquera 856 Stampe en France, dénommés SV-4c (motorisé par un Renault 4P).

## Variantes
- Stampe SV-4c : Appareil construit sous licence, équipé du Renault 4P de 140ch/104 kW.
- Stampe SV-4d : Appareil motorisé par un Mathis de 175 ch/130 kW.
- Quelques Stampes sont équipés de moteurs différents comme le Lycoming O-320, le Ranger 6 ou le LOM 332b. Un appareil belge (OO-KAT) équipé d'un moteur Lycoming a été référencé par son propriétaire comme étant la version SV-4e du Stampe.

## Évolution

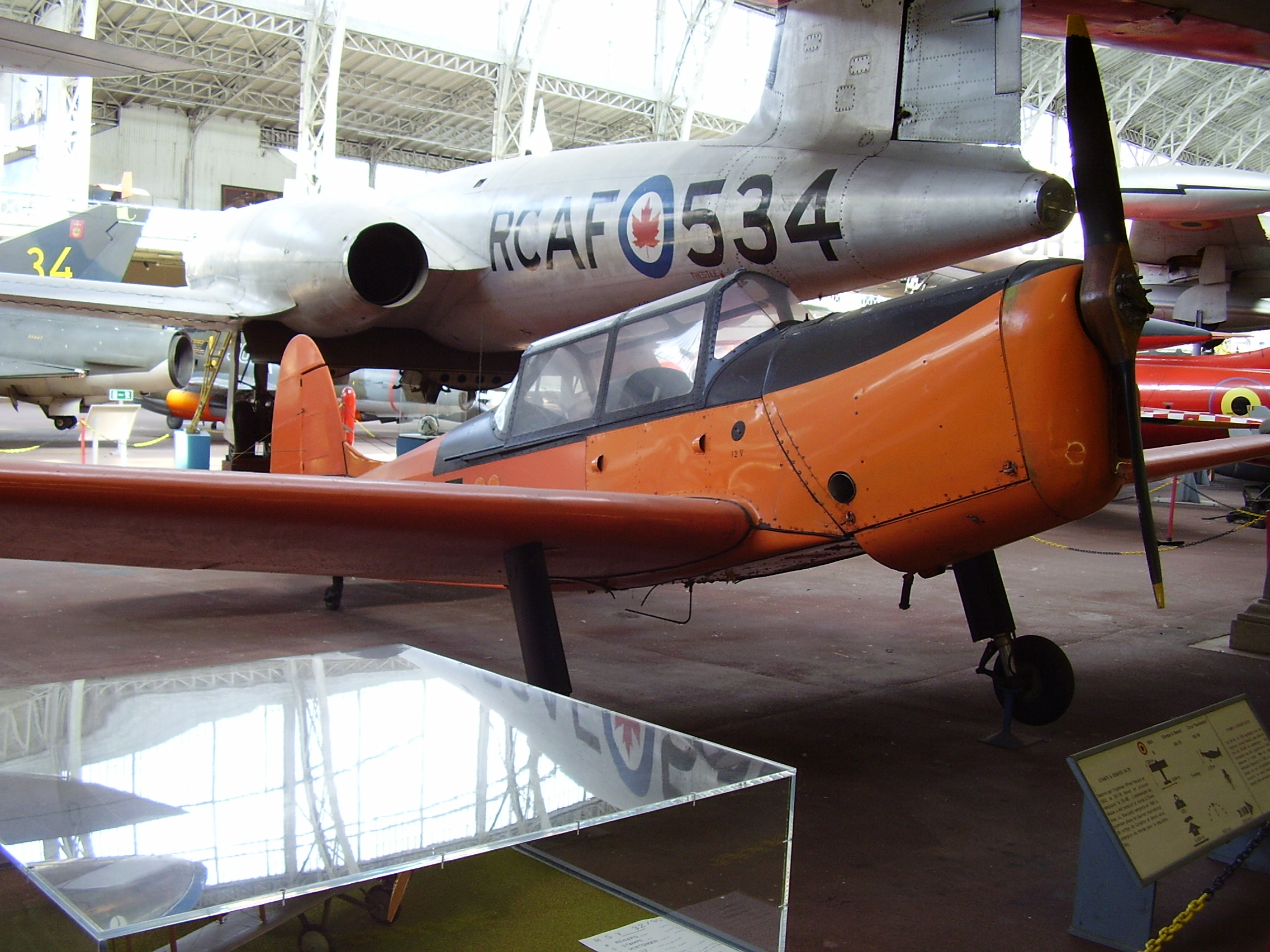
Stampe & Renard SR-7

En pleine production des SV-4b, Stampe et les usines Renard créeront son successeur, le Stampe & Renard SR-7, un dérivé monoplan à aile basse motorisé pour la voltige. Il remporta la Lockeed Trophy en 1965 et le record de durée en vol sur le dos en 1957. Un exemplaire de cet appareil est conservé au musée de l'air de Bruxelles.